# Kaple svaté Anny (Počerady)
Kaple svaté Anny je římskokatolická kaple zasvěcená svaté Anně v Počeradech v okrese Louny. Stojí na návsi uprostřed vesnice.

## Historie
Barokní kaple byla postavena v roce 1720, ale dochovaná podoba pochází z roku 1782, kdy ji upravil zednický mistr Václav Vyčichlo. Od března do září roku 2002 probíhala její rekonstrukce, na kterou byl z veřejných darů shromážděn přibližně jeden milion korun. Dne 26. října stejného roku byla kaple za přítomnosti litoměřického biskupa Josefa Koukla znovu vysvěcena.

## Stavební podoba avybavení
Kaple má čtvercový půdorys s polokruhovým presbytářem orientovaným k severu. Její průčelí je zvýrazněno jednoosým rizalitem a nástavcem s volutovými zdmi a členěno lizénovými ramci. Interiér je zaklenutý plackovou klenbou. V sedmdesátých letech dvacátého století tvořily vybavení kaple oltář se soškami svatého Prokopa a svatého Vojtěcha z doby výstavby, dřevěná kruchta a varhany přestěhované z pražského Klementina. Oltářní obraz svaté Anny namaloval malíř J. Kraus.